# Laxohyperia vespuliformis
Laxohyperia vespuliformis is een vlokreeftensoort uit de familie van de Hyperiidae. De wetenschappelijke naam van de soort is voor het eerst geldig gepubliceerd in 1982 door M. Vinogradov & Volkov.